# Гієм Бурнйоль
Гієм Бурнйоль (ісп. Guillem Burniol; нар. 14 серпня 1983) — колишній іспанський тенісист.
Найвищу одиночну позицію світового рейтингу — 383 місце досяг 15 листопада 2004, парну — 371 місце — 13 лютого 2006 року.

## Титули ITF Ф'ючерс

### Одиночний розряд: (4)
| Ранг | Дата     | Турнір                     | Покриття | Суперник               | Рахунок          |
| ---- | -------- | -------------------------- | -------- | ---------------------- | ---------------- |
| 1.   | Лип 2005 | Іспанія F17, Денія         | Ґрунт    | Іван Ескердо-Андреу    | 7–5, 2–6, 7–6(5) |
| 2.   | Сер 2006 | Польща F11, Щецин          | Ґрунт    | Тімо Ніємінен          | 6–3, 6–3         |
| 3.   | Січ 2007 | Іспанія F3, Пальма (місто) | Тверде   | Хав'єр Хенаро-Мартінес | 6–4, 1–0, ret.   |
| 4.   | Чер 2007 | Іспанія F22, Ла-Пальма     | Тверде   | П'єррік Їсерн          | 6–4, 6–4         |

### Парний розряд: (3)
| Ранг | Дата     | Турнір              | Покриття | Партнер                     | Суперники                                      | Рахунок     |
| ---- | -------- | ------------------- | -------- | --------------------------- | ---------------------------------------------- | ----------- |
| 1.   | Тра 2005 | Іспанія F7, Льєйда  | Ґрунт    | Мігель Анхель Лопес Хаен    | Ісраель Матос Хіль Хосе Антоніо Санчес де Луна | 6–2, 6–3    |
| 2.   | Січ 2006 | Іспанія F1, Менорка | Ґрунт    | Хосе Антоніо Санчес де Луна | Карлес Поч Градін Пабло Сантос                 | 6–4, 6–4    |
| 3.   | Січ 2007 | Іспанія F1, Менорка | Ґрунт    | Адріан Менендес Масейрас    | Хорді Марсе-Відрі Хуан Альберт Вілока          | 6–3, 7–6(4) |